# Gare de Cergy-le-Haut
Pour les articles homonymes, voir Gare de Cergy.
La gare de Cergy-le-Haut est une gare ferroviaire française, située sur le territoire de la commune de Cergy, dans le département du Val-d'Oise, en région Île-de-France.
C'est une gare Société nationale des chemins de fer français (SNCF), desservie par les trains de la ligne A du RER et de la ligne L du Transilien.

## Situation ferroviaire
Cette gare est située au point kilométrique 38,434 de la ligne de la bifurcation de Neuville à Cergy-Préfecture. Son altitude est de 102 m.

## Histoire
Afin de desservir la ville nouvelle de Cergy-Pontoise, une ligne ferroviaire de banlieue est construite à la fin des années 1970. La gare de Cergy - Préfecture est mise en service en 1979. Dès 1985, les trains s'arrêtent aux gares de Cergy - Préfecture et Cergy - Saint-Christophe. Dans l'optique d'une extension de la ville nouvelle, il est prévu ultérieurement de réaliser une boucle prolongeant la voie ferrée jusqu'à Vauréal.
Le projet initial est abandonné, seule est finalement maintenue une troisième gare dans le nouveau quartier de Cergy-le-Haut (devenu Hauts-de-Cergy).
Les travaux de la gare de Cergy-le-Haut commencent en 1993 et la gare ouvre en 1994. Elle est intégrée à un pôle multimodal qui comprend aussi la gare routière, terminée en 1995, et dont la couverture est une construction métallo-textile.
Construite avec trois voies à quais à son ouverture, elle dispose de réserves pour une quatrième permettant ultérieurement de mieux absorber le trafic.
Devant la saturation croissante de ce terminus contraint, les travaux sont finalement lancés en 2017. La quatrième voie est opérationnelle en août 2019.
Il a été prévu de renommer la gare de Cergy-le-Haut en gare des Hauts-de-Cergy. Ce changement de nom n'a jamais été effectué. 

## Fréquentation
De 2015 à 2023, les estimations de la SNCF sont les suivantes :
| Année         | 2015      | 2016      | 2017      | 2018      | 2019      | 2020      | 2021      | 2022      | 2023      |
| ------------- | --------- | --------- | --------- | --------- | --------- | --------- | --------- | --------- | --------- |
| Fréquentation | 6 647 546 | 6 743 592 | 6 809 697 | 6 755 489 | 6 739 264 | 3 298 015 | 4 792 833 | 7 096 311 | 7 148 098 |

## La gare
C'est une gare en verre avec une pendule plate sur sa devanture au fronton d'un immeuble de bureaux. Elle donne accès sur la place des Trois Gares. Les murs du soubassement pour les quais sont ornés de plaques en vitrail bleu/blanc/rouge rappelant plusieurs villes du monde (New-York, Angkor, Moscou...) et donc le voyage.
La ligne se poursuit sur 650 m au-delà de la gare de Cergy-le-Haut en direction de Courdimanche, pour le garage des trains.
Le quai et les emprises de la voie 3 correspondante existent mais les travaux, qui devaient être achevés à la fin de l’année 2018, se prolongent.
Le quai et la voie 3 ont été mis en service le 26 août 2019 après neuf mois de retard.

### Accueil

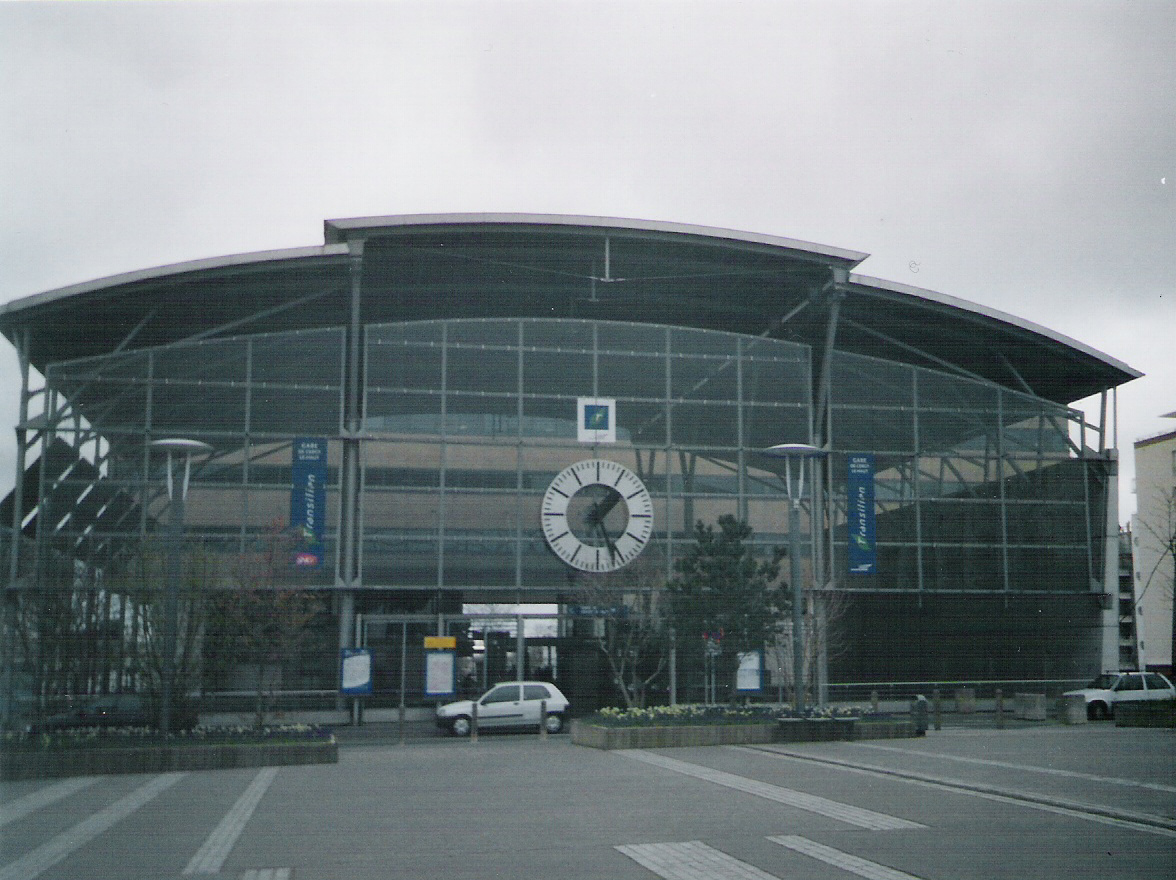
Le bâtiment voyageurs.

## Service des voyageurs

### Desserte

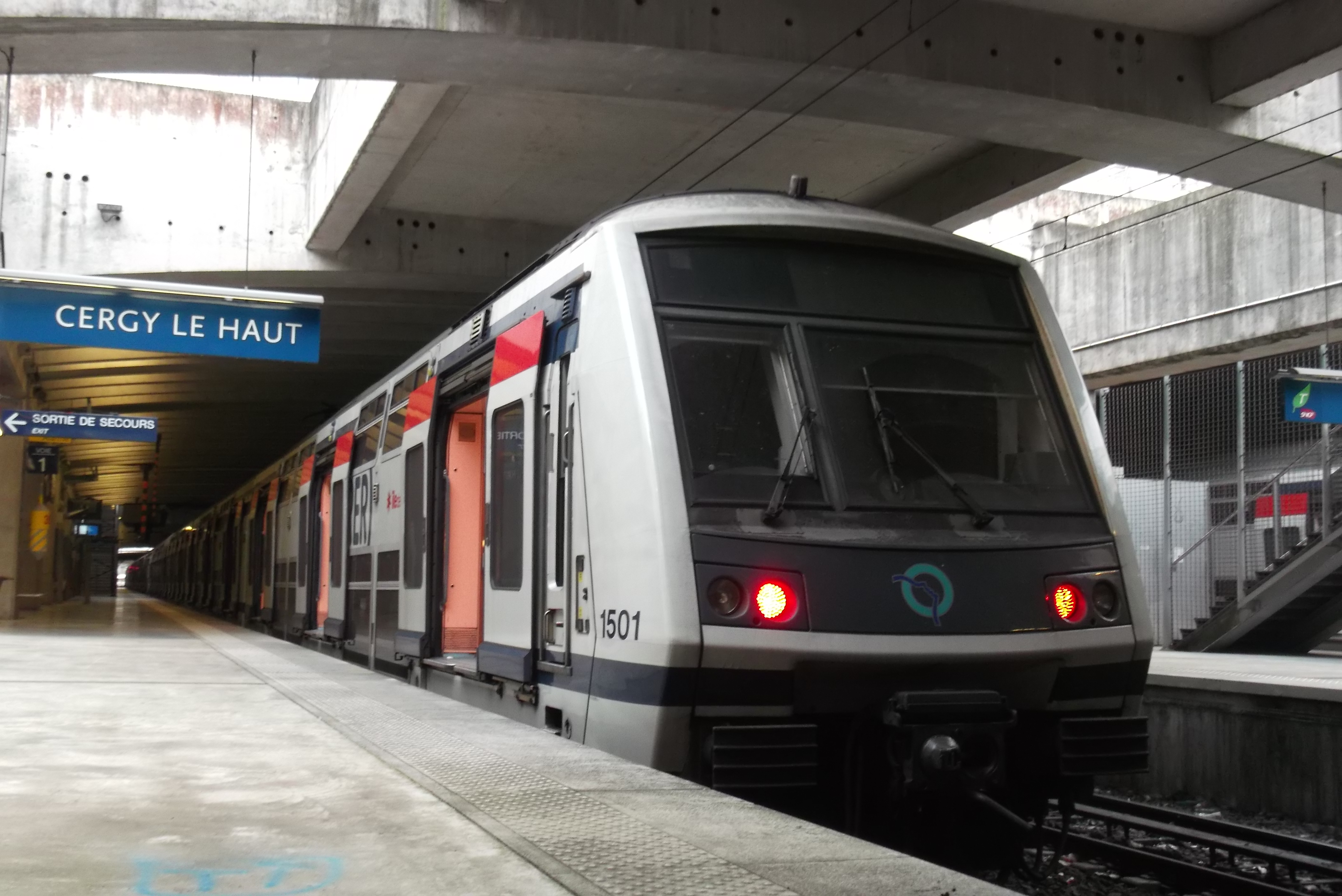
Un MI 2N Altéo à quai.

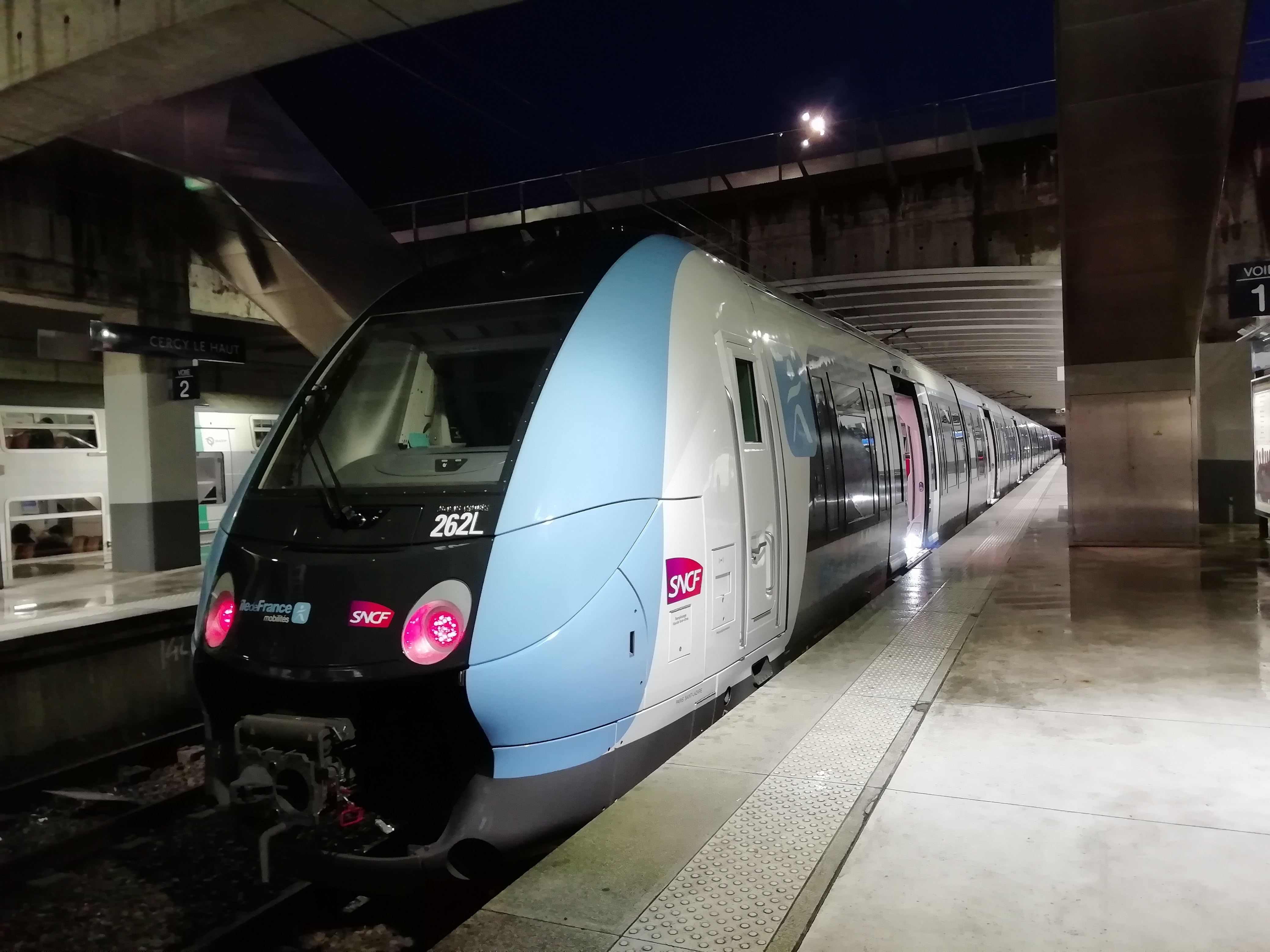
Un Z 50000 (Francilien) à quai.

Cette gare accueille les terminus de la branche A3 de la ligne A du RER, ainsi qu'en semaine, les trains de la branche nord de la ligne L du Transilien (lettre de mission SNCF : U) en provenance et à destination de Paris-Saint-Lazare.
Les deux quais disponibles, d'une longueur utile de 250 m servent à diriger les trains vers Boissy-Saint-Léger ou Marne-la-Vallée - Chessy ou Paris Saint-Lazare, selon des conditions d'exploitation.
La gare de Cergy-le-Haut est desservie à raison :
- d'un train toutes les 20 minutes le samedi et le dimanche, toutes les 11 à 12 minutes aux heures de pointe du lundi au vendredi, et toutes les 30 minutes tous les jours en soirée, sur la ligne A du RER ;
- d'un train toutes les 11 à 12 minutes aux heures de pointe et toutes les heures aux heures creuses, uniquement en semaine sur la ligne L du Transilien.

Seul le RER A dessert la gare le week-end et en soirée. Les trains de la ligne L la desservent aussi, mais seulement en semaine.
Depuis le 10 décembre 2017, la gare de Cergy-le-Haut est moins desservie avec un train de la ligne A toutes les 11 à 12 minutes au lieu de 10 auparavant.

### Intermodalité
La gare est desservie par :
- les lignes 21, 59 et 91 du réseau de bus de Poissy - Les Mureaux ;
- les lignes 1201, 1203, 1206, 1236, 1239 et 1240 du réseau de bus Cergy-Pontoise Confluence ;
- les lignes 95-22, 95.23, 95.48 et 95.50 du réseau de bus du Vexin ;
- les lignes N150 et N152 du service de bus de nuit Noctilien.

## Avenir
Le schéma directeur du RER A prévoit un renforcement de la fonction de terminus sur le territoire de Courdimanche.
En 2014, Réseau ferré de France (devenu SNCF Réseau) est chargé de ce projet, dont l'impact environnemental est contesté par l'association « Les Hérissons de Courdimanche ».